# Бета-негативний біноміальний розподіл
У теорії ймовірностей бета-негативний біноміальний розподіл є розподілом ймовірностей дискретної випадкової величини {\displaystyle X}, що дорівнює кількості відмов, необхідних для отримання {\displaystyle r} успіхів в серії незалежних випробувань Бернуллі. Ймовірність {\displaystyle p} успіху в кожному випробуванні залишається незмінним у межах будь-якого експерименту, але змінюється в різних експериментах згідно бета-розподілу. Отже, розподіл є складеним розподілом ймовірностей.
Цей розподіл також називають зворотним розподілом Маркова-Пойя та узагальненим розподілом Варінга. Зміщену форму розподілу називають бета-розподілом Паскаля.
Якщо параметри бета-розподілу є {\displaystyle \alpha } і {\displaystyle \beta }, і якщо
{\displaystyle X\mid p\sim \mathrm {NB} (r,p),}
де
{\displaystyle p\sim {\textrm {B}}(\alpha ,\beta ),}
тоді граничний розподіл {\displaystyle X} має бета-негативний біноміальний розподіл:
{\displaystyle X\sim \mathrm {BNB} (r,\alpha ,\beta ).}
У наведеному вище, {\displaystyle \mathrm {NB} (r,p)} є від’ємним біноміальним розподілом і {\displaystyle {\textrm {B}}(\alpha ,\beta )} є бета-розподіл.

## Означення
Якщо {\displaystyle r} — ціле число, тоді функцію ймовірностей можна записати через бета-функцію:
{\displaystyle f(k|\alpha ,\beta ,r)={\binom {r+k-1}{k}}{\frac {\mathrm {B} (\alpha +r,\beta +k)}{\mathrm {B} (\alpha ,\beta )}}} .
Узагальнюючи можна записати
{\displaystyle f(k|\alpha ,\beta ,r)={\frac {\Gamma (r+k)}{k!\;\Gamma (r)}}{\frac {\mathrm {B} (\alpha +r,\beta +k)}{\mathrm {B} (\alpha ,\beta )}}}
або
{\displaystyle f(k|\alpha ,\beta ,r)={\frac {\mathrm {B} (r+k,\alpha +\beta )}{\mathrm {B} (r,\alpha )}}{\frac {\Gamma (k+\beta )}{k!\;\Gamma (\beta )}}} .

### Функція ймовірностей, виражена через гамма функцію
Використовуючи властивості бета-функції, функція ймовірності для цілого {\displaystyle r} можна переписати наступним чином:
{\displaystyle f(k|\alpha ,\beta ,r)={\binom {r+k-1}{k}}{\frac {\Gamma (\alpha +r)\Gamma (\beta +k)\Gamma (\alpha +\beta )}{\Gamma (\alpha +r+\beta +k)\Gamma (\alpha )\Gamma (\beta )}}} .
У більш загальному вигляді можна записати
{\displaystyle f(k|\alpha ,\beta ,r)={\frac {\Gamma (r+k)}{k!\;\Gamma (r)}}{\frac {\Gamma (\alpha +r)\Gamma (\beta +k)\Gamma (\alpha +\beta )}{\Gamma (\alpha +r+\beta +k)\Gamma (\alpha )\Gamma (\beta )}}} .

### Вираження через символи Похамера
Функція ймовірностей часто також можна подати в термінах символів Похамера для цілого числа {\displaystyle r}
{\displaystyle f(k|\alpha ,\beta ,r)={\frac {r^{(k)}\alpha ^{(r)}\beta ^{(k)}}{k!(\alpha +\beta )^{(r+k)}}}}

## Властивості

### Неідентифіковність
Бета-негативний біноміальний розподіл є неідентифіковним, що можна легко помітити, просто міняючи місцями {\displaystyle r} і {\displaystyle \beta } у наведеній вище функції ймовірності чи характеристичній функції та відзначити, що вони незмінюються. Отже, оцінка вимагає встановлення обмежень на котрийсь з параметрів {\displaystyle r}, {\displaystyle \beta } або й на обидва.

### Зв'язок з іншими розподілами
Бета-негативний біноміальний розподіл містить бета-геометричний розподіл як окремий випадок, коли {\displaystyle r=1} . Тому він може як завгодно добре апроксимувати геометричний розподіл. Він також дуже добре апроксимує негативний біноміальний розподіл для великих {\displaystyle \alpha } і {\displaystyle \beta }. Тому він може як завгодно добре апроксимувати розподіл Пуассона для великих {\displaystyle \alpha }, {\displaystyle \beta } і {\displaystyle r}.

### Важкохвостий
За допомогою наближення Стірлінга бета-функції можна легко показати, що для великих {\displaystyle k}
{\displaystyle f(k|\alpha ,\beta ,r)\sim {\frac {\Gamma (\alpha +r)}{\Gamma (r)\mathrm {B} (\alpha ,\beta )}}{\frac {k^{r-1}}{(\beta +k)^{r+\alpha }}}}
це означає, що бета-негативний біноміальний розподіл має важкі хвости і що моменти менші або рівні {\displaystyle \alpha } не існують.

## Бета-геометричний розподіл
Бета-геометричний розподіл є важливим окремим випадком бета-негативного біноміального розподілу, що виникає при {\displaystyle r=1}. У цьому випадку функція ймовірності спрощується до
{\displaystyle f(k|\alpha ,\beta )={\frac {\mathrm {B} (\alpha +1,\beta +k)}{\mathrm {B} (\alpha ,\beta )}}}.
Цей розподіл використовується в моделях Buy Till You Die (BTYD).
Далі, коли {\displaystyle \beta =1} бета-геометричний розподіл зводиться до розподілу Юля-Саймона. Однак більш поширеним є означення розподілу Юля-Саймона в термінах зміщеної версії бета-геометричного розподілу. Зокрема, якщо {\displaystyle X\sim BG(\alpha ,1)} потім {\displaystyle X+1\sim YS(\alpha )}.

## Зовнішні посилання
- Інтерактивна графіка: однофакторні співвідношення розподілу